# Collana Storica della Banca d'Italia
La Collana Storica della Banca d’Italia, nota anche con l'acronimo CSBI, costituisce la principale serie di pubblicazioni di storia economica, monetaria e finanziaria italiana, avviata dalla Banca centrale nazionale sin dal 1989 ed edita dapprima da Laterza (fino al 2011) e quindi da Marsilio Editori (dal 2012).
Le copie dei 46 tomi finora pubblicati nella Collana sono disponibili in italiano in oltre 100 biblioteche italiane ed estere. Inoltre, grazie al lavoro di digitalizzazione e riconoscimento ottico dei caratteri (OCR) condotto dalla Divisione Storia Economica della Banca d’Italia, sono anche liberamente leggibili e scaricabili dal sito web della stessa.

## Origine
Il progetto della Collana Storica nacque per volontà del Governatore Carlo Azeglio Ciampi negli anni ’80, anche in preparazione del centenario della Banca d’Italia nel 1993. L’attenzione per la ricerca storica che stava alla base di tale progetto era, in qualche modo, già emersa negli studi condotti, all’interno dell’Istituto e nell’Accademia, sui complessi fenomeni che avevano caratterizzato il sistema economico-finanziario internazionale a partire dagli anni ‘70.
Innanzitutto, il successo editoriale e accademico di lavori come il celebre Manias, Panics and Crashes – A History of Financial Crises (1978) di Charles P. Kindleberger aveva messo a nudo la sostanziale ricorrenza dei processi di speculazione finanziaria e di crisi monetarie emersi fin dal tardo Ottocento, dando pertanto fresco impulso a nuove ricerche storiche sulla politica monetaria dei paesi industrializzati quali l’Italia, e nuova enfasi alla loro rilevanza.
Allo stesso tempo, negli anni successivi alla fine del sistema di Bretton Woods (avvenuta nel 1971-73), con l’aprirsi di dibattiti sistemici, nella letteratura, tra i Neo-Keynesiani e i Monetaristi sul ruolo che le banche centrali avrebbero dovuto ricoprire nella gestione della politica monetaria e della stabilità finanziaria dei paesi industrializzati, proprio la storia delle strutture finanziarie si rivelò utile per meglio comprendere la portata e le potenzialità degli strumenti di politica monetaria e degli assetti istituzionali a questi sottoposti.
Il coniugarsi del metodo dell’economia politica alle tematiche di storia monetaria, finanziaria e bancaria trovò, quindi, fertile terreno anche in Italia, a cominciare dalle ricostruzioni di statistiche monetarie e bancarie per il periodo 1845-1936 di Renato De Mattia (1967). Un altro esempio di tale enfasi nel mondo della ricerca si ebbe con la ripresa della Rivista di Storia Economica, fondata da Luigi Einaudi nel 1936, da parte di Pierluigi Ciocca e Gianni Toniolo nel 1984.
Fu proprio in questo fertile contesto culturale ed intellettuale che, durante il Governatorato Ciampi, si istituì l’Ufficio Ricerche Storiche della Banca d’Italia (1982), avente quale obiettivo la conduzione di ricerche archivistiche e statistiche in previsione del centenario della Banca che sarebbe maturato di lì a un decennio. Ciampi intese la ricorrenza, infatti, non tanto come occasione formale da celebrare attraverso le iniziative di rito, quanto piuttosto come opportunità per avviare ricerche di ampio respiro sulla storia delle politiche e delle personalità dell’Istituto di emissione italiano.
L’ampiezza d’orizzonte di queste iniziative storico-economiche motivò nel 1990 il rafforzamento dell’organico di ricercatori e archivisti dell’Ufficio Ricerche Storiche della Banca d’Italia, così da costituire il nucleo tattico e organizzativo dei lavori per redigere la Collana Storica.

## Scopi
In termini metodologici Ciampi vedeva la Collana Storica, in primo luogo, come un prezioso strumento per l’elaborazione delle decisioni della Banca d’Italia. Egli, in particolare, valutava l’apporto delle ricerche storiche alla determinazione delle politiche macroeconomiche del presente in modo esplicitamente Schumpeteriano, dovendo nozioni teoriche e metodi statistici essere necessariamente integrati dalle banche centrali “con una prospettiva storica, senza la quale l’indagine non raggiunge dignità di analisi economica“.
A questo fine istituzionale se ne aggiunse uno di stampo più accademico e scientifico: quello “di fornire agli storici e agli studiosi di economia monetaria strumenti per la ricerca sulla storia del nostro istituto” [enfasi aggiunta]. In tal senso, la Collana era vista come “una specie di laboratorio” mediante il quale avviare nuovi filoni di ricerche storiche ed economiche, piuttosto che un tentativo della Banca d’Italia di scrivere la propria storia ufficiale.
Questa finalità scientifica già insita nell’ideazione della Collana Storica impose il criterio cardine dell’obiettività e la scelta di avvalersi di importanti personalità accademiche esterne per curare – in completa indipendenza – i volumi della Collana, così da contenere le “esigenze del committente” e garantire la validità scientifica dell’opera.
Da qui la nomina dell’eminente storico Carlo M. Cipolla a consulente scientifico della pubblicazione, dopo la scomparsa, nel 1987, dell’economista cui inizialmente era stata offerta la posizione, Federico Caffè. Importanti responsabilità curatoriali furono assegnate, nell’ambito della serie Documenti, a personalità di spicco esterne alla Banca, tra le quali Marcello De Cecco, Giuseppe Guarino, Luigi Spaventa e Gianni Toniolo. Apporti, tutti questi, che, oltre a ridurre il rischio di arbitrarietà nella selezione di documenti archivistici da pubblicare nei volumi, avrebbero anche fruttato ampi saggi introduttivi all’inizio di ogni volume, per facilitare l’interpretazione e la contestualizzazione dei documenti.

## Struttura
La Collana Storica della Banca d’Italia consta al 2020 di 46 tomi, per un totale di oltre 26.000 pagine, ripartiti in quattro serie diverse: la serie Documenti, Statistiche, Contributi, Saggi e Ricerche.
La serie Documenti (16 tomi) si propone di dare risalto alle fonti primarie più “emblematiche” e rappresentative tra quelle conservate presso l’Archivio Storico della Banca d’Italia, con particolare riferimento ai documenti ufficiali interni alla Banca, come i verbali del Consiglio Superiore, alla corrispondenza delle figure di spicco dell’istituto, ai loro discorsi ed interventi ad assemblee pubbliche e nei consessi internazionali, e ad alcuni materiali a stampa ritenuti di difficile reperimento.
La serie di Statistiche storiche, finanziarie e dell’economia reale (8 tomi), aperta con stime aggregate sulla produzione nei tre settori economici, oltre che sui prezzi e sul commercio con l’estero, è stata continuata con lavori sui dati dei bilanci degli istituti di emissione italiani, del sistema bancario italiano dagli anni novanta dell’Ottocento, e con ricostruzioni dei dati per il Pil italiano dal 1861 ai giorni nostri. 
La serie Contributi (15 tomi) offre approfondimenti e analisi di temi specifici di storia monetaria ed economica italiana a partire dal tardo Ottocento, raggruppati in compendi tematici, che si devono all’opera di studiosi sia interni che esterni alla Banca.
La quarta serie della Collana, Saggi e Ricerche (7 tomi), avviata nel 2000, comprende ampi lavori monografici su temi specifici, come biografie ed analisi di singoli eventi o fenomeni.
Il sito della Banca d’Italia presenta i testi completi di ogni tomo, liberamente accessibili online in italiano. Il sito riporta anche, sia in italiano che in inglese, i titoli, gli indici e le descrizioni per ogni volume, e una sezione online di ‘apparati critici’, che fornisce ulteriori materiali per il lettore.

## Sviluppi recenti
La Collana Storica si dimostra ancora attualmente un’opera in pieno divenire, come dimostrano anche gli importanti lavori di recente pubblicazione – ad esempio, Baffigi (2015) sulla ricostruzione annuale del Pil italiano dal 1861 (serie Statistiche, volume V), Gigliobianco e Toniolo (a cura di) (2017) sulla concorrenza e crescita (serie Contributi, volume XIII), e Toniolo (a cura di) (2013) (serie Contributi, volume XII), che riunisce le ricerche per i 150 anni di storia economica unitaria italiana, presentate nel convegno L’Italia e l’economia mondiale, 1861-2011 tenutosi a Palazzo Koch nel 2011. 
Il piano editoriale dell’opera è stato concepito fin dal suo avvio come di “carattere aperto”.
Negli anni l’attuale Divisione di Storia Economica della Banca d’Italia, erede del precedente Ufficio Ricerche Storiche, si è continuata ad adoperare, peraltro, anche su fronti paralleli alla Collana Storica. Essa ha affiancato alla produzione della Collana stessa una serie di Working Papers per ricerche di taglio storico-economico, i Quaderni di Storia Economica. Dal primo, che ha visto la luce nel 2009, al 2019, ne sono stati pubblicati 45. La Banca d’Italia ha inoltre ospitato negli anni due edizioni del CEPR Economic History Symposium – la prima a Perugia nel 2013, e la sesta a Roma nel 2018.
Il comitato scientifico che coordina le attività legate alle Collana è presieduto ancora oggi dal Governatore della Banca d’Italia in carica, Ignazio Visco.

## Elenco dei volumi pubblicati
Di seguito l’elenco completo dei tomi pubblicati finora, ripartiti nelle quattro serie:

### Documenti
Elenco dei tomi:
I L’Italia e il sistema finanziario internazionale 1861-1914, a cura di Marcello de Cecco, 1990. 
II Gli istituti di emissione in Italia. I tentativi di unificazione 1843- 1892, a cura di Renato De Mattia, 1990. 
III Giolitti e la nascita della Banca d’Italia nel 1893, a cura di Guglielmo Negri, 1989. 
IV La Banca d’Italia dal 1894 al 1913. Momenti della formazione di una banca centrale, a cura di Franco Bonelli, 1991. 
V La Banca d’Italia e l’economia di guerra 1914-1919, a cura di Gianni Toniolo, 1989. 
VI L’Italia e il sistema finanziario internazionale 1919-1936, a cura di Marcello de Cecco, 1993. 
VII La Banca d’Italia e il sistema bancario 1919-1936, a cura di Giuseppe Guarino e Gianni Toniolo, 1993. 
VIII La politica monetaria tra le due guerre 1919-1935, a cura di Franco Cotula e Luigi Spaventa, 1993.
IX La Banca d’Italia tra l’autarchia e la guerra 1936-1945, a cura di Alberto Caracciolo, 1992.
X La Banca d’Italia e il risanamento post-bellico 1945-1948, a cura di Sergio Ricossa e Ercole Tuccimei, 1992. 
XI Luigi Einaudi, Diario 1945-1947, a cura di Paolo Soddu - Fondazione Luigi Einaudi, Torino, 1993. 
XII.1 La normativa sulla Banca d’Italia dalle origini a oggi, a cura della Consulenza legale della Banca d’Italia, 1992 [con allegati CD].
XII.2 La normativa sulla Banca d’Italia dalle origini a oggi (indice cronologico), a cura della Consulenza legale della Banca d’Italia, 1992 [con allegati CD].
XIII.1 Donato Menichella. Stabilità e sviluppo dell’economia italiana 1946-1960 (Documenti e Discorsi) , a cura di Franco Cotula, Cosma O. Gelsomino e Alfredo Gigliobianco, 1997.
XIII.2 Donato Menichella. Stabilità e sviluppo dell’economia italiana 1946-1960 (Considerazioni Finali), a cura di Franco Cotula, Cosma O. Gelsomino e Alfredo Gigliobianco, 1997.
XIV Il potere dell’immagine. Ritratto della Banca Nazionale nel 1868, a cura di Marina Miraglia, 2003.

### Statistiche
Elenco dei tomi:
I.1 I conti economici dell’Italia. Una sintesi delle fonti ufficiali 1890-1970, a cura di Guido M. Rey, 1991. 
I.2 I conti economici dell’Italia. Una stima del valore aggiunto per il 1911, a cura di Guido M. Rey. Scritti di Giovanni Federico, Stefano Fenoaltea, Mauro Marolla, Massimo Roccas, Ornello Vitali, Vera Zamagni, 1992. 
I.3° I conti economici dell’Italia. Il conto risorse e impieghi (1891, 1911, 1938, 1951), a cura di Guido M. Rey. Scritti di Guido M. Rey, Ornello Vitali, Giovanna Pedullà, Antonello Biagioli, Claudio Picozza, Sandro Clementi, 2002.
I.3°° I conti economici dell’Italia. Il valore aggiunto per gli anni 1891, 1938, 1951, a cura di Guido M. Rey. Scritti di Giovanni Federico, Stefano Fenoaltea, Carlo Bardini, Vera Zamagni, Patrizia Battilani, 2000.
II I bilanci degli istituti di emissione 1894-1990, a cura di Massimiliano Caron e Luciano Di Cosmo del Servizio Ragioneria della Banca d’Italia, con la collaborazione del Banco di Napoli, del Banco di Sicilia e dell’Ufficio Italiano dei Cambi, 1993 [con allegato CD].
III I bilanci delle aziende di credito 1890-1936, a cura di Franco Cotula, Tullio Raganelli, Valeria Sannucci, Stefania Alieri, Elio Cerrito dell’Ufficio Ricerche Storiche della Banca d’Italia, con la consulenza scientifica di Ornello Vitali, 1996 [con allegato CD]. 
IV Il commercio estero italiano 1862-1950, di Giovanni Federico, Sandra Natoli, Giuseppe Tattara, Michelangelo Vasta, 2011. 
V Il PIL per la storia d’Italia. Istruzioni per l’uso, di Alberto Baffigi, 2015.

### Contributi
Elenco dei tomi:
I Ricerche per la storia della Banca d’Italia. Rapporti monetari e finanziari internazionali 1860-1914. Le banche di emissione in Italia fino all’inizio del Novecento. Statistiche storiche: il cambio della lira 1861- 1979. Elementi di normativa sulle banche di emissione 1859-1918. Scritti di Sergio Cardarelli, Pierluigi Ciocca, Alfredo Gigliobianco, Peter Hertner, Massimo Roccas, Valeria Sannucci, Ercole Tuccimei, Adalberto Ulizzi, 1990. 
II Ricerche per la storia della Banca d’Italia. Problemi di finanza pubblica tra le due guerre 1919-1939, a cura di Franco Cotula. Scritti di Alberto Baccini, Domenicantonio Fausto, Giuseppe Felicetti, Andrea Ripa di Meana, Giancarlo Salvemini, Vera Zamagni, 1993. 
III Ricerche per la storia della Banca d’Italia. Finanza internazionale, vincolo esterno e cambi 1919-1939. Scritti di Pier Francesco Asso, Andrea Santorelli, Marina Storaci, Giuseppe Tattara, 1993. 
IV Ricerche per la storia della Banca d’Italia. L’organizzazione della Banca d’Italia 1893-1947. La Banca d’Italia e la tesoreria dello Stato. Scritti di Alberto M. Contessa, Angelo De Mattia, Pasquale Ferro, Giuseppe Mulone, Ercole Tuccimei, 1993. 
V Ricerche per la storia della Banca d’Italia. Il mercato del credito e la Borsa. I sistemi di compensazione. Statistiche storiche: salari industriali e occupazione. Scritti di Stefano Baia Curioni, Rita Brizi, Giovanni Ferri, Paolo Garofalo, Cosma O. Gelsomino, Sandra Petricola, Vera Zamagni, 1994. 
VI Ricerche per la storia della Banca d’Italia. La bilancia dei pagamenti italiana 1914-1931. I provvedimenti sui cambi in Italia 1919-1936. Istituzioni e società in Italia 1936-1948. La Banca d’Inghilterra 1694- 1913. Scritti di Gian Carlo Falco, Giorgio Fodor, Alberto Monticone, Gabriella Raitano, 1995.
VII.1 Stabilità e sviluppo negli anni Cinquanta. L’Italia nel contesto internazionale, a cura di Franco Cotula. Scritti di Franco Cotula, Juan Carlos Martinez Oliva, Maria Lucia Stefani, Giorgio Fodor, Eugenio Gaiotti, 2000. 
VII.2 Stabilità e sviluppo negli anni Cinquanta. Problemi strutturali e politiche economiche, a cura di Franco Cotula. Scritti di Antonio Fazio, Guido M. Rey, Pier Francesco Asso, Antonello Biagioli, Claudio Picozza, Cosma O. Gelsomino, Giorgio Fodor, Salvatore Cafiero, Domenicantonio Fausto, Paolo Garofalo, Daniela Colonna. Commenti di Marcello de Cecco, Augusto Graziani, Antonio Pedone, Paolo Sylos Labini, Franco Tutino, 1998. 
VII.3 Stabilità e sviluppo negli anni Cinquanta. Politica bancaria e struttura del sistema finanziario, a cura di Franco Cotula. Scritti di Giorgio Albareto, Maurizio Trapanese, Alfredo Gigliobianco, Giandomenico Piluso, Gianni Toniolo, Pier Francesco Asso, Gabriella Raitano, Paolo Croce, Federico Barbiellini Amidei, Claudio Impenna, Paolo Garofalo, Daniela Colonna. Commenti di Paolo Baratta, Francesco Cesarini, Giangiacomo Nardozzi, Marco Pagano, Giovanni Battista Pittaluga, 1999. 
VIII La Banca d’Italia in Africa, di Ercole Tuccimei, 1999. 
IX Gli accordi di Bretton Woods. La costruzione di un ordine monetario internazionale, di Filippo Cesarano, 2000. 
X Innovazione tecnologica e sviluppo industriale nel secondo dopoguerra. Scritti di Cristiano Antonelli, Federico Barbiellini Amidei, Renato Giannetti, Matteo Gomellini, Sabrina Pastorelli, Mario Pianta, 2007. 
XI Storia della legislazione bancaria, finanziaria e assicurativa. Dall’Unità d’Italia al 2011, di Enrico Galanti, Raffaele D’Ambrosio, Alessandro V. Guccione, 2012. 
XII L’Italia e l’economia mondiale. Dall’Unità a oggi, a cura di Gianni Toniolo, 2013. 
XIII Concorrenza, mercato e crescita in Italia: il lungo periodo, a cura di Alfredo Gigliobianco e Gianni Toniolo, 2017. 

### Saggi e Ricerche
Elenco dei tomi:
I Le origini della cooperazione tra le banche centrali. L’istituzione della Banca di Regolamenti Internazionali, di Paolo Baffi. Con un saggio di Antonio Fazio, presentazione di Andrew D. Crockett, introduzione di Charles P. Kindleberger, 2002. 
II Il Governatore Vincenzo Azzolini 1931-1944, di Alessandro Roselli, 2000. 
III I nazisti e l’oro della Banca d’Italia. Sottrazione e recupero 1943-1958, di Sergio Cardarelli e Renata Martano, 2000. 
IV La Banca d’Italia. Sintesi della ricerca storica 1893-1960, a cura di Franco Cotula, Marcello de Cecco e Gianni Toniolo. Con l’introduzione di Antonio Fazio, 2003. 
V Azioni e azionisti. Il lungo Ottocento della Banca d’Italia, di Rosanna Scatamacchia, 2008. 
VI Luigi Einaudi: libertà economica e coesione sociale, a cura di Alfredo Gigliobianco. Scritti di Alberto Baffigi, Piero Bini, Pierluigi Ciocca, Domenico da Empoli, Valeria Della Valle, Riccardo Faucci, Francesco Forte, Pier Luigi Porta, Alessandro Roncaglia, 2010. 
VII Alle radici del welfare all’italiana. Origini e futuro di un modello sociale squilibrato, di Maurizio Ferrera, Valeria Fargion, Matteo Jessoula, 2012.